# Abdoulaye Maïga
Abdoulaye Youssouf Maïga (sinh ngày 20 tháng 12 năm 1988, ở Bamako) là một cầu thủ bóng đá người Mali thi đấu cho câu lạc bộ tại Liga 1 Persipura Jayapura ở vị trí trung vệ.

## Sự nghiệp
Maïga bắt đầu sự nghiệp bởi Stade Malien và năm 2007 được lên chơi ở Malien Première Division.
Ngày 29 tháng 12 năm 2010, Maïga ký bản hợp đồng 2,5 năm với câu lạc bộ Algérie USM Alger.

## Thống kê sự nghiệp

### Câu lạc bộ
Tính đến trận đấu diễn ra ngày 6 tháng 8 năm 2017.
| Mùa giải            | Câu lạc bộ          | Giải vô địch          | Số trận      | Bàn thắng    | Số trận | Bàn thắng | Số trận      | Bàn thắng    | Số trận | Bàn thắng | Số trận   | Bàn thắng |
| Malaysia            | Malaysia            | Malaysia              | Giải vô địch | Giải vô địch | Cúp FA  | Cúp FA    | Malaysia Cup | Malaysia Cup | Châu Á  | Châu Á    | Tổng cộng | Tổng cộng |
| ------------------- | ------------------- | --------------------- | ------------ | ------------ | ------- | --------- | ------------ | ------------ | ------- | --------- | --------- | --------- |
| 2016                | T–Team              | Malaysia Super League | 19           | 0            | 1       | 0         | 0            | 0            | –       | –         | 20        | 0         |
| 2017                | T–Team              | Malaysia Super League | 16           | 0            | 2       | 0         | 3            | 0            | –       | –         | 21        | 0         |
| Tổng                | Tổng                | Tổng                  | 25           | 0            | 3       | 0         | 3            | 0            | –       | –         | 31        | 0         |
| Tổng cộng sự nghiệp | Tổng cộng sự nghiệp | Tổng cộng sự nghiệp   | 0            | 0            | 0       | 0         | 0            | 0            | –       | –         | 0         | 0         |

## Sự nghiệp quốc tế
Anh từng nằm trong Đội tuyển bóng đá quốc gia Mali tại Cúp bóng đá châu Phi 2010 ở Angola.

## Danh hiệu
- Vô địch CAF Confederation Cup một lần với Stade Malien năm 2009
- Vô địch Malian Première Division một lần với Stade Malien năm 2010
- Vô địch Super Coupe National du Mali một lần với Stade Malien năm 2009